# Лебедев, Николай Иванович (богослов)
Николай Иванович Лебедев (1849—1884) — российский богослов. Магистр богословия, преподаватель Московской духовной академии.

## Биография
Николай Лебедев родился в 1849 году в семье сельского священника Московской губернии. Первоначальное образование получил в Дмитровском духовном училище, а потом в Вифанской духовной семинарии, откуда поступил в 1868 году в Московскую духовную академию. 
Окончив академию в числе первых магистрантов, Лебедев был избран в 1872 году приват-доцентом по кафедре патрологии. В 1878 году он защитил магистерскую диссертацию «Сочинение Оригена против Цельса» и, получив степень магистра богословия, был утвержден в должности доцента. Однако вскоре, в 1881 году, ему пришлось по болезни покинуть кафедру и академическую службу. Выйдя в отставку, он сначала устроился на короткое время в редакции «Московских ведомостей», а затем получил место учителя в Московском Комиссаровском техническом училище. 
Николай Иванович Лебедев скоропостижно скончался в городе Москве в 1884 году.
Лебедев был довольно одарённый человек и, судя по некоторым его работам, имел задатки сделаться серьезным ученым; но его рано сгубила роковая страсть, жертвами которой сделалось немало способных русских людей. Кроме вышеупомянутой диссертации «Сочинение Оригена против Цельса. Опыт исследования по истории литературной борьбы христианства с язычеством» (М. 1873), ему принадлежат следующие журнальные статьи: «Слово в двадцатый день памяти прот. А. В. Горского» («Православное обозрение», 1875); «Цельс и Ориген. Речь перед защитой магистерской диссертации» («Чтения в Обществе любителей духовного просвещения», 1879); «Макарий, митрополит всероссийский» («Чтения в Обществе любителей духовного просвещения», 1877, 1878, 1880 и 1881 гг.); «Стоглавый собор. Опыт изложения его внутренней истории» («Чтения в Обществе любителей духовного просвещения», 1882; отд. оттиск М. 1882); «Мартин Лютер и Андрей Рудольф Карлштадт» («Чтения в Обществе любителей духовного просвещения», 1882); «Очерк существующих в церковно-исторической литературе суждений о Святом Иустине мученике» (там же, 1881 — библиографическая статья, подписанная инициалами «Н. Л.»). 